# Ethan Ampadu
Ethan Kwame Colm Raymond Ampadu (* 14. září 2000 Exeter) je velšský profesionální fotbalista, který hraje na pozici středního obránce nebo defenzivního záložníka za anglický klub Leeds United FC a za velšský národní tým.
Ampadu debutoval ve velšské reprezentaci v listopadu 2017. Je odchovancem Exeteru City, kde se stal nejmladším hráčem A-týmu ve věku 15 let. Hrál také za německý klub RB Lipsko či anglický Sheffield United.

## Reprezentační kariéra
Ampadu je velšským fotbalovým reprezentantem. Prostřednictvím své velšské matky získal občanství Walesu. Měl možnost reprezentovat Anglii, Irskou republiku i Ghanu.
Dne 26. května 2017, ve věku 16 let, byl Ampadu poprvé povolán do reprezentace Walesu na zápasy kvalifikace na Mistrovství světa proti Srbsku. Debutoval 10. listopadu na stadionu Stade de France, když v 63. minutě porážky 0:2 vystřídal Joa Ledleyho.

## Statistiky

### Klubové
K 17. dubnu 2021
| Klub                     | Sezóna  | Liga           | Liga   | Liga | Národní pohár | Národní pohár | Ligový pohár | Ligový pohár | Evropské poháry | Evropské poháry | Ostatní | Ostatní | Celkem | Celkem |
| Klub                     | Sezóna  | Liga           | Zápasy | Góly | Zápasy        | Góly          | Zápasy       | Góly         | Zápasy          | Góly            | Zápasy  | Góly    | Zápasy | Góly   |
| ------------------------ | ------- | -------------- | ------ | ---- | ------------- | ------------- | ------------ | ------------ | --------------- | --------------- | ------- | ------- | ------ | ------ |
| Exeter City              | 2016/17 | League Two     | 8      | 0    | 1             | 0             | 2            | 0            | —               | —               | 2       | 0       | 13     | 0      |
| Chelsea                  | 2017/18 | Premier League | 1      | 0    | 3             | 0             | 3            | 0            | 0               | 0               | 0       | 0       | 7      | 0      |
| Chelsea                  | 2018/19 | Premier League | 0      | 0    | 2             | 0             | 0            | 0            | 3               | 0               | 0       | 0       | 5      | 0      |
| Chelsea                  | Celkem  | Celkem         | 1      | 0    | 5             | 0             | 3            | 0            | 3               | 0               | 0       | 0       | 12     | 0      |
| RB Leipzig (host.)       | 2019/20 | Bundesliga     | 3      | 0    | 1             | 0             | —            | —            | 3               | 0               | —       | —       | 7      | 0      |
| Sheffield United (host.) | 2020/21 | Premier League | 25     | 0    | 3             | 0             | 1            | 0            | —               | —               | —       | —       | 29     | 0      |
| Celkem                   | Celkem  | Celkem         | 37     | 0    | 10            | 0             | 6            | 0            | 6               | 0               | 2       | 0       | 61     | 0      |

### Reprezentační
K 5. červnu 2021
| Wales  | Wales  | Wales |
| Rok    | Zápasy | Góly  |
| ------ | ------ | ----- |
| 2017   | 2      | 0     |
| 2018   | 4      | 0     |
| 2019   | 7      | 0     |
| 2020   | 7      | 0     |
| 2021   | 3      | 0     |
| Celkem | 23     | 0     |

## Ocenění

### Klubové

#### Chelsea
- Evropská liga UEFA: 2018/19[7]
- FA Cup: 2017/18